# Eriocycla
- Commons
- Wikispecies

Eriocycla é um género botânico pertencente à família Apiaceae.